# Ієронім Сенявський
Ієро́нім Сеня́вський (також зустрічаються варіанти імені Геронім,  Ярош, Ярослав) гербу Леліва (пол. Hieronim Sieniawski, 1519 — 1582) — шляхтич, військовик та урядник Королівства Польського, Речі Посполитої. Представник спольщеного українського шляхетського роду Сенявських гербу Леліва.

## Біографія

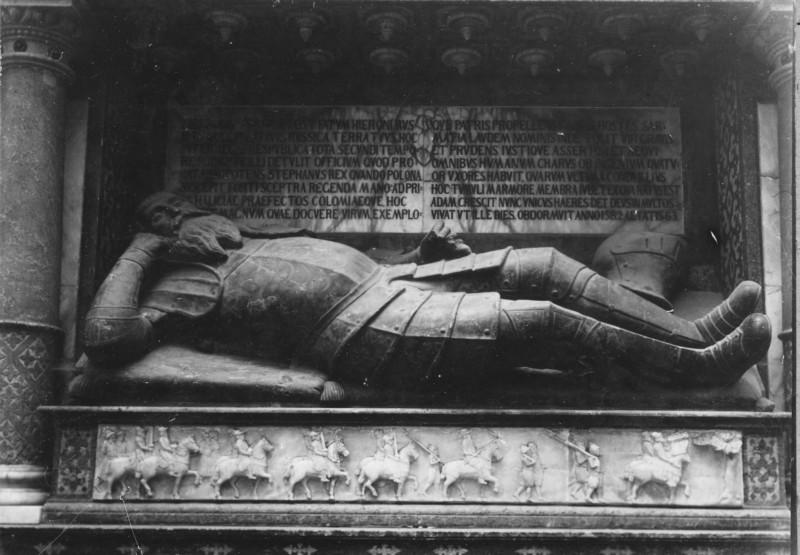
Геронім Сенявський, надгробок

Народився 1519 року. Син великого коронного гетьмана Миколая Сенявського та його дружини Катажини Коланки з Далеєва, вдови Теодорика Язловецкого. Кальвініст, але не був дуже діяльним у релігійній сфері.
Замолоду як доброволець воював проти татар. 1546 pоку був свідком під час розгляду справи самовільного нападу барського старости Бернарда Претвича на Очаків. 1548 pоку став придворним короля, його почт 12 квітня 1548 pоку у Вільні мав 8 коней. У травні 1549 pоку разом з братом Миколаєм, Б. Претвичем напали на околиці Очакова. У серпні 1549 року разом з Б. Претвичем та князем Богданом Корецьким догнали, розгромили татар під Очаковом. У вересні всі доганяли великий загін кримських татар, який напав на Поділля. Востаннє під Очаків вирушив з братом Миколаєм, Б. Претвичем, князем Дмитром Вишневецьким у червні 1552 pоку (забрали 196 коней, 87 бранців).
1569—1570 pоки викупив село Дрищів у Галицькому старостві, війтівство у Коломиї. Був власником Войнилова (з кільканадцятьма селами), Трибоківців із замком. Мав судові суперечки з міщанами Галича, Коломиї щодо сплати податків, в які втручався король. 7 лютого 1576 року в Кракові застерігав шляхту, що Львів налаштований про-габсбурзьки. 7 квітня 1576 року був у Львові з нагоди прийому нового короля, виголосив промову від імені шляхти. За його сприяння Рогачин отримав міські права. Близько 1576 року заклав місто Олешичі, також видав для нього привілей (без дати).
Перед смертю зусиллями дружини Ядвіги та єзуїта kc. Бенедикта Гербеста перейшов на римо-католицький обряд. Помер перед 18 червня 1582 року у віці 63 років, був похований у замковій каплиці Бережан.
Уряди (посади): староста галицький і коломийський з 11 серпня 1550 року (отримав згоду короля), з 12 січня 1557 p. повністю прийняв від батька), підкоморій кам'янецький з 28 жовтня 1553 p. / 1554 року, каштелян кам'янецький з 1569 (перед 16 липня 1569 p.) року, воєвода руський з 28 червня 1576 року (привілей отримав у Варшаві).

### Сім'я
Був одружений чотири рази.
- Перша дружина — княжна Єлизавета Радзивілл
- княжна Анна Заславська — вдова воєводи віленського Івана Юрійовича Глібовича
- Анна Мацейовська, донька люблінського воєводи Миколая
- Ядвіґа Тарло. Мав одного сина — яворівського старосту Адама Героніма Сенявського[15].

Миколай Рей присвятив йому твір «Зброя певна кожного рицаря християнського» у збірці «Źwiercadło…» (Kr. 1567-8).